# Тимер-Сирма
Ти́мер-Сирма́ (чув. Тимĕрçырма) — деревня в Чебоксарском районе Чувашской Республики. Входит в состав Кшаушского сельского поселения.

## География
Находится в северной части Чувашии на расстоянии приблизительно 9 км на запад по прямой от районного центра поселка Кугеси на правобережье реки Рыкша.

## История
Известна с 1858 года как околоток деревни Вторая Янгильдина (ныне в составе деревни Хурынлых) с населением 184 человека. В 1897 году было учтено 306 человека, в 1926 — 66 дворов, 285 жителей, в 1939 году — 268 жителей, в 1979 году — 189. В 2002 году было 58 дворов, 2010 — 66 домохозяйств. В период коллективизации образован колхоз им. К.Маркса, в 2010 году работало ФГУП "Учебно-опытное хозяйство «Приволжское».

## Население
Постоянное население составляло 111 человек (чуваши 100 %) в 2002 году, 135 в 2010.